# Tião Natureza
Tião Natureza (1960-1991) fue un poeta y cantautor brasileño nacido en el estado del Acre. En "A faca", una canción que compuso dos meses antes de su muerte, parece anunciar su repentina desaparición. Murió asesinado con un cuchillo en el pecho.
Compositor de varias canciones incluyendo un homenaje al activista Chico Mendes "Ao Chico" e interpretar las canciones como "Rainha da Floresta" del compositor Pia Vila.

## Tião Natureza en la cultura popular
Fue reinterpretado el 2009 por las bandas de rock locales en Río Branco; es recordado por los brasileños y aclamado como uno de los mejores músicos de Acre.
Interpretada por la banda Scalpo, "A faca" es una de las seis canciones de la colección organizada por el músico Isaac Ronaltti en un proyecto financiado por la Ley de Incentivos Cultura y Medios de Comunicación.
"Canta Tião: Um Canto à Natureza" fue un evento que reunió a bandas de rock que cantan, producen y arreglando la música de Tião Natureza, el artista que se agitó el ambiente cultural de la década de 1980 en Acre.
De acuerdo con la carta de presentación del proyecto, "Canta Tião: un himno a la naturaleza," se busca, en primer lugar, la grabación y reproducción de las seis versiones dentro del conjunto seleccionado de 11 obras de Tiao, que son 10 canciones que pertenecen al LP publicado por músico en 1989, que incluye las canciones  "Natureza",  "Você",  "Sangue da Ocupação",  "Rainha da Floresta",  "Paz", "Cidade e Solidão", "Coração Brasileiro", "Cruzeiro do Sul", y las más consagradas  "Ao Chico" e "Diga lá Rapaz".
Las canciones que recibieron la nueva versión, fueron elegidas por los artistas y bandas que participan en el proyecto, representantes de la más reciente cosecha deartistas del Acre, en su mayoría representados por bandas y artistas de la escena musical independiente. Las canciones fueron grabadas e impresas en un formato innovador, presentando un formato media digital fonográfica diferente al conocido CD de música. El SMD es un medio de grabación digital similar a la de CD, aunque añade otras ventajas tales como no permitir copias, el costo de producción de la SMD es menor que un tercio del coste de producción de un CD convencional.